# Belgrano (departamento de San Luis)
Belgrano é um departamento da Argentina, localizado na
província de San Luis.

## Demografia
Segundo as estimativas do INDEC para junho de 2008 a população do departamento alcançara os 3.851 habitantes. Em 2010, dados provisionais do censo indicaram que viviam no departamento 3.885 pessoas. Em comparação com os dados de 1980, houve uma variação negativa de -23%. 